# Municipio de Blaine (condado de Marion)
Blaine Township es una subdivisión territorial inactiva (código censal T9) del condado de Marion, Kansas, Estados Unidos. Tiene una población estimada, a mediados de 2021, de 172 habitantes.

## Geografía
La subdivisión está ubicada en las coordenadas 38°33′24″N 97°12′13″O / 38.55667, -97.20361. Según la Oficina del Censo de los Estados Unidos, tiene una superficie total de 92.7 km², de la cual 92.3 km² corresponden a tierra firme y 0.4 km² son agua.

## Demografía
Según el censo de 2020, en ese momento había 187 personas residiendo en la zona. La densidad de población era de 2.0 hab./km². El 90.91 % de los habitantes eran blancos, el 0.53 % era de otra raza y el 8.56% eran de una mezcla de razas. Del total de la población, el 4.81 % eran hispanos o latinos de cualquier raza.